# Шеремета Ярослав Васильович
Яросла́в Васи́льович Шереме́та — український військовик, солдат Збройних сил України, частина в мирний час базується на території Житомирської області.

## Нагороди
31 жовтня 2014 року за особисту мужність і героїзм, виявлені у захисті державного суверенітету та територіальної цілісності України, вірність військовій присязі під час російсько-української війни, нагороджений орденом «За мужність» III ступеня.